# Kark Birnbaum
Karl Birnbaum (Helmstedt, 14 de outubro de 1839 – Karlsruhe, 20 de fevereiro de 1887) foi um químico alemão.
Foi diretor do Polytechnikum Karlsruhe, em 1877-1878.
Seu interesse pela química foi despertado por seu pai, professor de ciências. Em 1864 foi assistente de Karl Weltzien, obtendo no mesmo ano um doutorado com a tese Über die Bromverbindungen des Iridiums. Em 1868 foi professor extraordinário e em 1870 professor ordinário de tecnologia química. 

## Publicações
- Leitfaden der chemischen Analyse; Fünfte Auflage; Karlsruhe, 1885 Siebente Auflage, Dieckhoff
- Einfache Methoden zur Prüfung wichtiger Lebensmittel auf Verfälschungen. Gutsch, Karlsruhe 1877 (Digitalisierte Ausgabe der Universitäts- und Landesbibliothek Düsseldorf)
- Das neue Buch der Erfindungen, Gewerbe und Industrien. Rundschau auf allen Gebieten der gewerblichen Arbeit.; Siebente Auflage in 8 Bände; Leipzig, Spamer, 1876 (Online)
- Löthrohrbuch – Anleitung zur Benutzung des sogenannten trockenen Weges bei chemischen Analysen. Braunschweig, Vieweg, 1872 (Online)
- Zeitschrift für Chemie. Leipzig, Quandt & Händel, 1867 (Online)